# 1,1,1,2-テトラクロロエタン
1,1,1,2-テトラクロロエタン (英: tetrachloroethane)は、化学式C2H2Cl4で表される有機塩素化合物。

## 解説
テトラクロロエタンには1,1,1,2-テトラクロロエタンの他に、塩素の結合位置が異なる1,1,2,2-テトラクロロエタンが存在する。
1,1,1,2-テトラクロロエタンは、エチンと塩素の2段階の付加反応 (ジクロロエテン経由) によるが、主生成物は 1,1,2,2-テトラクロロエタン。
{\displaystyle \mathrm {C_{2}H_{2}+Cl_{2}\rightarrow C_{2}H_{2}Cl_{2}} }
{\displaystyle \mathrm {C_{2}H_{2}Cl_{2}+Cl_{2}\rightarrow C_{2}H_{2}Cl_{4}} }
1,1,2-トリクロロエタンを塩素化することで、直接生成できる
{\displaystyle \mathrm {CHCl_{2}CH_{2}Cl+Cl_{2}\rightarrow CCl_{3}CH_{2}Cl+HCl} }